# 杨桥镇 (安庆市)
杨桥镇，是中华人民共和国安徽省安庆市宜秀区下辖的一个乡镇级行政单位。

## 行政区划
杨桥镇下辖以下地区：
杨桥社区、龙山社区、仓房社区、宣店社区、破罡湖社区、余墩村、余湾村、西安村、白鹿山村、官兵村、鲍冲湖村、花山村和螺山村。